# エレノア (競走馬)
エレノア（Eleanor、1798年 - ?）とは、19世紀初頭に活躍したイギリスの競走馬である。1801年の第22回ダービーステークスと、同年の第23回オークスステークスに優勝した。牝馬がダービーを勝つのは初めてで、牝馬による二冠達成も初（牡馬をあわせても前年のチャンピオンに次ぐ2頭目）。そのほかにキングズプレートを2度、ゴールドカップを3度獲得しており、通算勝利数は28勝にもおよぶ。
牝系は6号族a分枝。代表産駒はミュリー (Muley) だが、本馬の子孫は現存するもののそれほどの発展は見せていない。父はウィスキー (Whiskey) 、母の父はダイオメド (Diomed) 。馬主のチャールズ・バンベリーにとっては第1回に次ぐダービー2勝目だった。
母は大繁殖牝馬ヤングジャイアンテス (Young Giantess) で、きょうだいに
- 半兄ソーサラー (Sorcerer)  - 1814年イギリスチャンピオンサイアー
- 半妹にウォルトンメア (Walton Mare)  - 牝系を発展させる
- 全妹にジュリア (Julia)  - ジュライステークス勝ちでファントム（Phantom。ダービー）の母
- 全妹にクレシダ (Cressida)  - プリアム（Priam。ダービー）やアンタル (Antar) の母

らがいる。ウォルトンメア、クレシダを中心に一時大牝系を築くが、現在はそれほど勢力を持っていない。近年の活躍馬はパーソナルエンスン、日本では明治時代に輸入されたエスサーデイー産駒の第三エスサーデイーの子孫が一定の勢力を持っている（ともにウォルトンメアの子孫）。

## 血統表
| エレノアの血統（エクリプス系 / Herod 3x4=18.75%、 Matchem 4x3=18.75%、 Regulus 5x5x5=9.38%、 Croft's Partner 5x5=6.25%、 Godolphin Arabian 5x5=6.25%） | エレノアの血統（エクリプス系 / Herod 3x4=18.75%、 Matchem 4x3=18.75%、 Regulus 5x5x5=9.38%、 Croft's Partner 5x5=6.25%、 Godolphin Arabian 5x5=6.25%） | エレノアの血統（エクリプス系 / Herod 3x4=18.75%、 Matchem 4x3=18.75%、 Regulus 5x5x5=9.38%、 Croft's Partner 5x5=6.25%、 Godolphin Arabian 5x5=6.25%） | （血統表の出典）         | （血統表の出典） |
| 父 Whiskey 1789 鹿毛 | 父の父Saltram 1780 青鹿毛 | Eclipse | Marske                   | Marske           |
| 父 Whiskey 1789 鹿毛 | 父の父Saltram 1780 青鹿毛 | Eclipse | Spilletta                |                  |
| 父 Whiskey 1789 鹿毛 | 父の父Saltram 1780 青鹿毛 | Virago | Snap                     | Snap             |
| 父 Whiskey 1789 鹿毛 | 父の父Saltram 1780 青鹿毛 | Virago | Regulus Mare             |                  |
| 父 Whiskey 1789 鹿毛 | 父の母Calash 1775 鹿毛 | Herod | Tartar                   | Tartar           |
| 父 Whiskey 1789 鹿毛 | 父の母Calash 1775 鹿毛 | Herod | Cypron                   |                  |
| 父 Whiskey 1789 鹿毛 | 父の母Calash 1775 鹿毛 | Teresa | Matchem                  | Matchem          |
| 父 Whiskey 1789 鹿毛 | 父の母Calash 1775 鹿毛 | Teresa | Brown Regulus            |                  |
| 母 Young Giantess 1790 鹿毛 | 母の父Diomed 1777 栗毛 | Florizel I | Herod                    | Herod            |
| 母 Young Giantess 1790 鹿毛 | 母の父Diomed 1777 栗毛 | Florizel I | Cygnet Mare              |                  |
| 母 Young Giantess 1790 鹿毛 | 母の父Diomed 1777 栗毛 | Sister To Juno | Spectator                | Spectator        |
| 母 Young Giantess 1790 鹿毛 | 母の父Diomed 1777 栗毛 | Sister To Juno | Horatia                  |                  |
| 母 Young Giantess 1790 鹿毛 | 母の母Giantess 1769 鹿毛 | Matchem | Cade                     | Cade             |
| 母 Young Giantess 1790 鹿毛 | 母の母Giantess 1769 鹿毛 | Matchem | Sister 2 To Miss Partner |                  |
| 母 Young Giantess 1790 鹿毛 | 母の母Giantess 1769 鹿毛 | Molly Longlegs | Babraham                 | Babraham         |
| 母 Young Giantess 1790 鹿毛 | 母の母Giantess 1769 鹿毛 | Molly Longlegs | Foxhunter Mare F-No.6-a  |                  |